# Ursula Quietzsch-Lappe
Ursula Quietzsch-Lappe (geb. Höhnisch; * 6. Oktober 1941 in Dresden) ist eine deutsche Archäologin.

## Leben
Ursula Quietzsch-Lappe studierte an der Friedrich-Schiller-Universität Jena ur- und frühgeschichtliche Archäologie, wo sie 1966 – unter ihrem Geburtsnamen Höhnisch – ihre Diplomarbeit zur Thematik Die jungsteinzeitlichen Funde der Fluren Walpernhain und Buchheim vorlegte. Auf Anregung von Karl Peschel befasste sie sich ab 1974 am Museum für Ur- und Frühgeschichte Thüringens in Weimar mit Zeugnissen der thüringischen Urnenfelderkultur. Gefördert von Museumsdirektor Rudolf Feustel wertete sie verschiedene bronzezeitliche Grabungen und daraus hervorgegangene Magazinbestände unter anderem zu Brüheim, Gräfentonna, Rohrborn und Weimar aus, deren Ergebnisse sie in der Zeitschrift Ausgrabungen und Funde wissenschaftlich veröffentlichte. Dabei fokussierte sie auf Keramiken. Dies gipfelte in einer umfangreichen zweibändigen Dokumentation unter dem Titel Die Urnenfelderzeit in Ostthüringen und im Vogtland, deren Katalog und Tafeln bereits 1982 in der Reihe Weimarer Monographien zur Ur- und Frühgeschichte des Museums für Ur- und Frühgeschichte Thüringens publiziert wurden. Während einer Aspirantur an der Sektion Geschichte der Karl-Marx-Universität Leipzig verfasste sie unter wissenschaftlicher Betreuung von Werner Coblenz und Edith Hoffmann die Auswertung des Materials mit räumlicher Fokussierung auf Ostthüringen, mit welcher sie 1985 als Ursula Lappe zur Dr. phil. promoviert wurde. Mit räumlicher Erweiterung auf das Vogtland wurde diese Arbeit im Folgejahr als Band 7 der Weimarer Monographien zur Ur- und Frühgeschichte publiziert. Ihr späterer zweiter Ehemann, der Prähistoriker und Museumsleiter Harald Quietzsch, hatte das Korrektorat der Arbeit übernommen.
Nach der Promotion bis zum Eintritt in den Ruhestand war Quietzsch-Lappe am Landesamt für Archäologie Sachsen tätig. Während dieser beruflichen Phase oblag es ihr, 1991 eine Bibliographie zum Japanischen Palais zusammenzustellen, in dem das Landesmuseum für Vorgeschichte Dresden als Abteilung des Landesamtes für Archäologie damals seinen Sitz hatte. Ihr Forschungsinteresse galt fortan bronzezeitlichen Grabungen in Sachsen, deren Ergebnisse sie in Zeitschriften wie Archäologische Feldforschungen in Sachsen und Arbeits- und Forschungsberichte zur sächsischen Bodendenkmalpflege wissenschaftlich veröffentlichte. Laut der Landesarchäologin Regina Smolnik hat sie sich in ihrer Dienstzeit beginnend mit den Vogelklappern der Lausitzer Kultur „bei der Bearbeitung jüngerbronzezeitlichen Fundmaterials mit Symbolgut einen Namen gemacht“. Beginnend mit einem der Linearbandkeramischen Kultur zugeordneten Figurengefäß aus Zauschwitz befasste sie sich in einer umfassenden Studie mit der Vogelsymbolik im Neolithikum und in der Bronzezeit. Die Arbeit blieb nicht auf Sachsen beschränkt. Intensive Forschungen zur Thematik betrieb sie hin zum Balkanraum, nach Südosteuropa und in das Gebiet des östlichen Mittelmeers. Neben Methoden der prähistorischen Archäologie ließ sie völker- bzw. volkskundliche und auch religionswissenschaftliche Impulse einfließen, um so mit einem interdisziplinären Ansatz eine umfassende Zusammenstellung zur Vogelsymbolik und zu Vogelattributen bis hin zu einem Ausblick auf diese Symbolik in frühen schriftlichen Quellen und Brauchtum zu generieren.

## Werke (Auswahl)
- Die jungsteinzeitlichen Funde der Fluren Walpernhain und Buchheim. Diplomarbeit, Jena 1966.[1]
- Die Urnenfelderzeit in Ostthüringen und im Vogtland. Museum für Ur- und Frühgeschichte, DNB 550864059.
  - Teil 1, Katalog und Tafeln (= Weimarer Monographien zur Ur- und Frühgeschichte Band 6). Weimar 1982, DNB 840003528, urn:nbn:de:gbv:27-20130516-102754-0.
  - Teil 2, Auswertung (= Weimarer Monographien zur Ur- und Frühgeschichte Band 7). Weimar 1986, DNB 880491248, urn:nbn:de:gbv:27-20130515-143146-5.
- Die Urnenfelderzeit in Ostthüringen. Dissertation, Leipzig 1985, DNB 860189848.
- Bibliographie zum Japanischen Palais in Dresden: mit Angaben zu Illustrationen und Bildmaterial. Manuskript, Landesamt für Archäologie mit Museum für Vorgeschichte, 1991.[7]
- Vogelsymbole im Neolithikum Mittel- und Südosteuropas (= Veröffentlichungen des Landesamtes für Archäologie mit Museum für Vorgeschichte Dresden Band 61). Landesamt für Archäologie, Freistaat Sachsen, Dresden 2015, ISBN 978-3-943770-22-3.